# Arlette Contreras
Cindy Arlette Contreras Bautista est une avocate péruvienne et une militante pour la défense des droits des femmes et contre les violences domestiques. Elle a elle-même été la victime de violences accompagnées d'une tentative de meurtre et d'une tentative de viol.
Le 29 mars 2017, elle reçoit de la première dame des États-Unis Melania Trump et du sous-secrétaire d’État aux affaires politiques Thomas A. Shannon, le prix international de la femme de courage.
Selon le magazine Time, elle fait partie des cent personnes les plus influentes au monde, pour l'année 2017, catégorie icones,.